# Vedad Ibišević
Vedad Ibišević (Vlasenica, Yugoslavia, 6 de agosto de 1984) es un exfutbolista bosnio que jugaba de delantero.
En 2008 recibió el premio Futbolista del año en Bosnia.
Fue el autor del gol de la victoria frente a la selección de Lituania, que luego valdría la histórica clasificación de Bosnia a un mundial por primera vez.

## Trayectoria

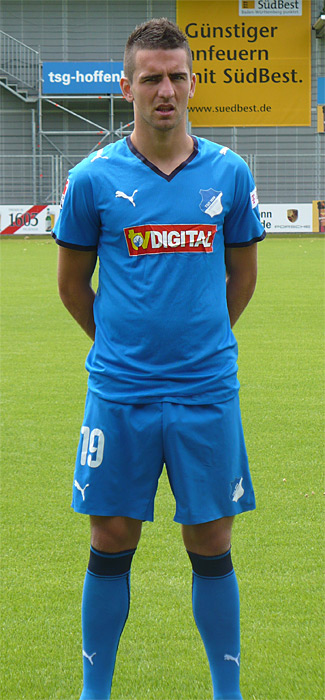
Vedad Ibišević

Como consecuencia de la Guerra de Bosnia, su familia debió abandonar Vlasenica, que cayó en manos serbias, y fue desplazada a Tuzla, donde Vedad comenzó a jugar al fútbol. Él y su familia abandonaron Bosnia y Herzegovina en 2000, para trasladarse a Suiza, donde jugó como juvenil en el F. C. Basilea 1893. Sin embargo, su familia abandonó Suiza después de sólo diez meses, para trasladarse a San Luis, en los Estados Unidos. Allí jugó con el equipo de la Universidad de San Luis, una de las instituciones más respetadas del fútbol en el país. Por sus logros, fue nombrado debutante del año en la NCAA.
Durante su estancia en Estados Unidos fue ojeado por el París Saint-Germain, de la Ligue 1 de Francia, que lo fichó en 2004. Al disponer de pocos minutos de juego se incorporó en 2005 al Dijon F. C. O., de la Ligue 2, donde marcó 10 goles en una temporada.
En mayo de 2006, firmó por 3 años con el Alemannia Aquisgrán de la Bundesliga, y el 12 de julio de 2007 se incorporó a otro club alemán, el TSG 1899 Hoffenheim.
Comenzó de forma fulgurante la campaña 2008-2009, habiendo conseguido 18 goles en las primeras 16 jornadas de campeonato, pero en enero de 2009 sufrió una grave lesión de rodilla en un partido amistoso que le hizo perderse el resto de la temporada.
El 25 de enero de 2012 firmó por el VfB Stuttgart.
El 30 de agosto de 2015 firmó 2 años por el Hertha de Berlín.
En agosto de 2021, una vez ya retirado, regresó al Hertha de Berlín para integrarse en el cuerpo técnico del primer equipo.

## Selección nacional
Debutó con la selección de Bosnia y Herzegovina el 24 de marzo de 2007, jugando como titular ante Noruega en encuentro de clasificación para la Eurocopa 2008, y marcó su primer gol el 13 de octubre de 2007 en Atenas ante Grecia, también en encuentro clasificatorio para la Eurocopa.
Desde entonces ha participado en encuentros de clasificación para las copas mundiales de fútbol de 2010 y 2014.
Luego de ser incluido en la lista preliminar de 24 jugadores en mayo de 2014, Fue confirmado el 2 de junio en la lista final de 23 que representaron a Bosnia y Herzegovina en la Copa Mundial de Fútbol de 2014.
El 15 de junio de 2014 anotó el gol de su selección nacional en la derrota ante la selección de Argentina por 2-1. Este gol significó el primero de Bosnia en una Copa del Mundo.

### Participaciones en Copas del Mundo
| Mundial                        | Sede   | Resultado      |
| ------------------------------ | ------ | -------------- |
| Copa Mundial de Fútbol de 2014 | Brasil | Fase de grupos |

## Clubes
| Club                      | País     | Año       | Encuentros | Goles |
| ------------------------- | -------- | --------- | ---------- | ----- |
| París Saint-Germain F. C. | Francia  | 2004-2005 | 4          | 0     |
| Dijon F. C. O.            | Francia  | 2005-2006 | 33         | 10    |
| Alemannia Aquisgrán       | Alemania | 2006-2007 | 24         | 6     |
| TSG 1899 Hoffenheim       | Alemania | 2007-2012 | 123        | 48    |
| VfB Stuttgart             | Alemania | 2012-2015 | 86         | 33    |
| Hertha de Berlín          | Alemania | 2015-2020 | 49         | 22    |
| F. C. Schalke 04          | Alemania | 2020      |            |       |